# هونغا تونغا
هونغا تونغا هي جزيرة بركانية تقع في تونغا.